# Michael Kabotie
Michael Kabotie   (Shongopovi, 3 de setembre de 1943 - Flagstaff, 23 d'octubre de 2009), també conegut com a Lomawywesa "caminant en harmonia", fou un escriptor, joier i pintor d'ètnia hopi. Es graduà a la Universitat de Kansas el 1961. Des d'aleshores exposà i donà classes a la Universitat d'Arizona. És autor dels poemaris Migration tears: poems about transitions (1987) i Two hopi song poets of Shungopavi (1978).